# 岩本正樹
岩本 正樹（いわもと まさき、1958年4月26日 - ）は、日本の作曲家、編曲家、キーボーディスト。東京都出身。立教大学卒業。妻は歌手で作詞家の国分友里恵。

## 主な作品

### テレビドラマ
- カミング・ホーム（1994年、TBS）
- その時がきた（1997年、フジテレビ）
- いのちの器（1998年、フジテレビ）
- 風の行方（1999年、フジテレビ）
- 女優・杏子（2001年、フジテレビ）
- 母の告白（2002年、フジテレビ）
- 幸せ咲いた〜結婚相談所物語〜（2003年、フジテレビ）
- 危険な関係（2005年、フジテレビ）
- 美しい罠（2006年、フジテレビ）
- 金色の翼（2007年、フジテレビ）
- 白と黒（2008年、フジテレビ）
- 夏の秘密（2009年、フジテレビ）

### テレビアニメ
- 熱血最強ゴウザウラー（1993年、※OP主題歌の編曲）
- ラブひな（2000年、テレビ東京）
- フルーツバスケット（2001年、テレビ東京）

### 提供楽曲（作曲／編曲）
- アニマル・レスリー
  - 「チャンピオン・アニマル」（編曲）
  - 「ビクトリーズ〜アニマルのテーマ〜」（編曲）
- 石原慎一
  - 「戦え! レッドバロン」（編曲）
- 稲垣潤一
  - 「遅れてきたプロローグ」（編曲）
- 梅沢富美男
  - 「秋蛍」（編曲）
- 太田貴子
  - 「BIN・KANルージュ」（編曲）
  - 「囁いてジュテーム」（編曲）
  - 「もう天使じゃない」（編曲）
- 奥菜恵
  - 「淑女の夢は万華鏡」（編曲）
  - 「Spring Field」（編曲）
- 加藤紀子
  - 「冷たくしてください」（編曲）
- 國府田マリ子
  - 「HAPPY HAPPY CHRISTMAS」（編曲）
  - 「Harmony」（編曲）
  - 「風の音」（作曲・編曲）
  - 「誰のせいでもない二人」（編曲）
  - 「僕らのステキ」（編曲）
- 坂井紀雄
  - 「夢のヒーロー」（編曲）
  - 「もっと君を知れば」（編曲）
- 島谷ひとみ
  - 「真夜中のギター」（編曲）
- 障子久美
  - 「あの頃のように」（編曲）
- 髙橋真梨子
  - 「はがゆい唇」（編曲）
  - 「遥かな人へ」（編曲）
- 高橋由美子
  - 「Good-bye Tears」（編曲）
  - 「はじまりはいま」（編曲）
  - 「yell」（編曲）
  - 「友達でいいから」（編曲）
- 田村ゆかり
  - 「Baby's Breath」（編曲）
- 中山美穂
  - 「ただ泣きたくなるの」（作曲・編曲）
- 夏川りみ
  - 「夕映えにゆれて」（編曲）
- 浜本沙良
  - 「ふたり」（作曲・編曲）
  - 「Midnight Love Call」（編曲）
- 林原めぐみ
  - 「ポ・ト・フーが煮つまる前に」
  - 「9月の扉」（編曲）
  - 「Bon Voyage!」（編曲）
  - 「-Life-」（編曲）
  - 「Forever Dreamer」（編曲）
  - 「GLORIA〜君に届けたい〜」（編曲）
  - 「Thirty」（編曲）
  - 「十六夜」（作曲・編曲）
  - 「幸せは小さなつみかさね」（編曲）
  - 「ふわり」（編曲）
- FURIL
  - 「夢見る愛天使」
  - 「21世紀のジュリエット」（編曲）
- 堀江由衣
  - 「約束〜eternal promise〜」（編曲）
  - 「I wish」（編曲）
- 水沢瑶子
  - 「ワインカラーのせつなさ」（編曲）
- やまとなでしこ
  - 「Spring Spring Spring」（編曲）
- 米倉千尋
  - 「WILL」（編曲）
  - 「ALIVE」（編曲）